# 君比
君比（英語：Quenby Fung，1965年11月12日—2020年2月23日），原名馮忻忻，香港出生，香港青少年讀物作家。2006年及2011年曾獲得香港《中學生好書龍虎榜》最受歡迎作者，在2007至2013年間更連續7年在香港教育城「十本好讀」選舉中當選「我最喜愛的作家」，著作有長篇系列《叛逆歲月》25集、《叛逆青春》系列5集及番外篇、《夜青teen使》系列11集等等，關注青少年的心靈，道出年輕人的心聲，引起中小學生的共鳴。
「君比」這個筆名是來自她的一篇得獎小說《君比》，英文譯音（Quenby）。她擅長於描寫青春期的少男少女在心態和情感上的轉變，描寫得特別細緻，而且有不少都是真人真事改編，一定程度反映社會現實。君比全職寫作，並經常到全香港各中、小學推廣閱讀及寫作。
2020年2月24日，君比的Facebook專頁發出帖文，表示君比在2月23日晚上因癌症與世長辭：「我們親愛的君比，勇敢抗病多時，無奈因病情惡化，她已經於2020年2月23日晚上平平安安的離開我們。謝謝大家一直以來的愛戴與支持。」

## 簡歷
君比早年就讀天神嘉諾撒學校和德蘭中學（中四起）。中學時曾於香港青年總商會舉辦之徵文比賽獲獎，並因此引起寫作興趣。1984年赴美留學，先後就讀於華盛頓州的公撒格大學及俄勒岡州的俄勒岡大學。大學期間創作了小說《君比》，並以此作品贏得第16屆青年文學獎優異獎。
回港後於母校德蘭中學任教，並於1989年在《明報》校園版撰寫“Miss絮語”專欄。這個專欄以一位年青教師的身份去看當時學生與學生之間及學生與老師之間的關係，很受學生歡迎，並拉近了老師和學生之間的距離。之後陸續有在《公教報》、《突破少年》等刊物投稿。1996年，君比獲邀拍攝香港電台電視劇《春風伴我行》，她以原名馮忻忻參與演出。

## 作品列表
君比的作品主要以高小及初中的學生為對象，作品包括：
叛逆歲月系列（青桐社）（封面／插畫：靛（第1-22集、精華版）
- 《叛逆歲月 1 三個邊緣少年的故事》
- 《叛逆歲月 2 如果傷痛可以消逝》
- 《叛逆歲月 3 與你走過的日子》
- 《叛逆歲月 4 愛的承諾》（2005年）
- 《叛逆歲月 5 黑夜同行》（2005年）
- 《叛逆歲月 6 永恆的等候》（2006年）
- 《叛逆歲月 7 一刻在天涯》（2006年）
- 《叛逆歲月 8 擁抱幸福的七彩氣球》（2006年）
- 《叛逆歲月 9 把我的愛寄給你》（2007年）
- 《叛逆歲月 10 天亮前的最後告別》（2007年）
- 《叛逆歲月 11 追逐幸福的曙光》（2008年）
- 《叛逆歲月 12 握在掌心的溫柔》（2008年）
- 叛逆歲月 精華版（2008年）
  - 《叛逆歲月 精華版 熒兒、梅兒篇 雙手觸碰的一刻》
  - 《叛逆歲月 精華版 月童、FiFi篇 幸福的倒影》
  - 《叛逆歲月 精華版 光宗篇 光之變奏》
- 《叛逆歲月 13 青綠色的幸福宣言》（2008年）
- 《叛逆歲月 14 眼眸裏的希望》（2009年）
- 《叛逆歲月 15 抓不住的璀璨》（2009年）
- 《叛逆歲月 16 懸在夜空的泡泡夢》（2009年）
- 《叛逆歲月 17 一秒鐘的情深告白》（2009年）
- 《叛逆歲月 18 愛你的心從沒止息》（2010年）
- 《叛逆歲月 19 讓流星見證我的約誓》（2010年）
- 《叛逆歲月 20 畫上最寂寞的句號》（2011年）
- 《叛逆歲月 21 青春留下的傷痕》（2011年）
- 《叛逆歲月 22 假如我們永不再見》（2012年）
- 《叛逆歲月 23 溶在蒸餾水裏的思念》（2013年；插畫：白靈子）
- 《叛逆歲月 24 逆轉思憶的沙漏》（2014年；插畫：不明）
- 《叛逆歲月 25 完結篇 留下最深的足跡》（2014年；插畫：Molly）
- 《叛逆歲月 精華全集》（全6卷）（2014年；封面及角色原案：白靈子、內文插畫：彌彌、章魚（1-5）→SP（6））

奮進少年系列（青桐社）
- 《奮進少年 1 愛裏共飛翔》（2006年；插畫：﹖）
- 《奮進少年 2 天父，請你給我一對手》（2007年；插畫：﹖）

叛逆青春系列[已完結]（青桐社）
- 《叛逆青春 1 失憶少女》（2007年；插畫：﹖）
- 《叛逆青春 2 靈夢回歸》（2007年；插畫：﹖）
- 《叛逆青春 3 拼貼回憶》（2008年；插畫：﹖）
- 《叛逆青春 4 神秘樂章》（2009年；插畫：﹖）
- 《叛逆青春 5 星之密語》（2009年；插畫：﹖）
- 《叛逆青春番外篇——不滅之靈》（2010年；插畫：﹖）

夜青teen使系列（青桐社）（封面／插畫：Chiya）
- 《我才不要回家！》（2009年）
- 《就當我從未存在》（2010年）
- 《將我放逐到天際》（2010年）
- 《我不需要被憐愛》（2011年）
- 《今夜,我想獨自快樂!》（2011年）
- 《就讓我在心碎前離開》（2012年）
- 《誰伴我尋找幸福》（2015年；插畫：Karu）

心靈小故事（青桐社）
- 《心靈花圃～你也看見月亮上的小狗？》（2009年）
- 《心靈花圃～給你一個幸福的洋娃娃》（2009年）
- 《心靈花圃～會變魔術的媽媽》（2009年）
- 《心靈花圃～掉進海裏的小星星》（2009年）

港孩心語系列（青桐社）
- 《港孩心語 1 喂呀，你明白我嗎？》（2010年；插畫：﹖）
- 《港孩心語 2 爸媽，快來救我！》（2011年；插畫：﹖）

心靈成長系列（青桐社）
- 《13個成長的音符》（2011年；插畫：﹖）
- 《黑夜小公主》（2012年；插畫：﹖）
- 《搣時，我哋撐你！》（2012年；插畫：﹖）
- 《我勝在沒放棄》（2013年；插畫：白靈子）
- 《跌倒，是為了高飛》（2014年；插畫：白靈子）
- 《再見，我的過去》（2015年；插畫：白靈子、章魚）

穿越時Home（青桐社）
- 《六歲細路是總裁》（2012年；插畫：Molly）
- 《小五生大戰未來刑警》（2013年；插畫：Molly）
- 《「搣時」，別嫁壞蛋！》（2014年；插畫：許景琛）
- 《勇闖第五度空間》（2015年；插畫：Karu）

其他（青桐社）
- 《覓》（1993年）
- 《反斗紅娘》（1993年）
  -     - 《頭擰擰Miss對戰反斗學生》（2008年再版；插畫：﹖）
- 《Miss 愛的故事》（1995年）
  - 《放火少年與不愛家的女孩》（2007年再版；插畫：﹖）
- 《我的一夜情》（1996年）
- 《筆友奇緣》（1997年）
- 《校園是與非》（散文；1997年）
- 《惶惑》（成長系列11；1997年）
- 《沒有底線的愛》（成長系列12；1997年）
- 《遲來的愛情包裹》（1998年）
- 《掉進海裡的星星》（君比童話集系列作品；2000年）
- 《送你一片秋天的葉子》（君比童話集系列作品；2001年）
- 《馬克要飛》（君比童話集系列作品；2002年）
- 《神祕的羽毛》（君比童話集系列作品；2003年）
- 《當miss愛上阿sir》（原名；《遲來的愛情包裹》；2005年；插畫：靛）
- 《露台上的初戀情人》（原名；《我的一夜情》；2004年）
- 《請不要愛我》（原名；《沒有底線的愛》；2004年）
  - 《三個少年，兩次失戀》（2011年再版；插畫：﹖）
- 《嘩嘩嘩校園》（原名；《校園是與非》；散文；2004年）
- 《9個少年的心事》（原名；《筆友奇緣》；2004年）
  - 《我沒有錯!!》（2011年再版；插畫：﹖）
- 《你也聽見蝴蝶在說話嗎﹖》（君比童話集系列作品；2004年）
- 《總有一天我們會飛》（原名；《覓》；2005年）
- 《花樣校園》（2005年）
- 《飄落在聖誕夜的心情》（2006年;與兒子李啟楠合著；插畫：﹖）
- 《我和他相約的天空》（2008年；協摘：李啟楠；插畫：靛）
- 《青春的足印》（2009年；插畫：﹖）
- 《讀不出的盼望》（讀寫障礙孩子的成長印記；2010年；插畫：﹖）
- 《嘩鬼學生反轉校園》》（2011年；插畫：﹖）

飛躍青春系列：
- 《Miss，別煩我！》（1999年；插畫：靛）
- 《他叫 Uncle Joe》（2002年）→《媽媽的男朋友？》（2012年由青桐社再版；插畫：﹖）
- 《四個10A的少年》（2003年）→《4個狀元的背後》（2013年由青桐社再版；插畫：﹖）
- 《誰來愛我》（2004年）
- 《夢醒之後》（2005年；插畫：靛）

君比‧閱讀廊－成長路上系列（山邊社出版）
- 《我們都是資優生》（2015年；插畫：靛）
- 《真正的幸福》（2016年；插畫：步葵）
- 《感謝爸媽沒有放棄我》(2016年;插畫:步葵)
- 《衝破黑暗的「摘星」少年》（2017年；插畫：步葵）
- 《豎琴女孩和她的「虎」爸》（2017年；插畫：步葵）
- 《我們的演藝夢》（2017年；插畫：步葵）
- 《回到10A前》（2018年；插畫：步葵）
- 《誰明星兒心》（2018年；插畫：步葵）
- 《希望的曙光》（2020年；插畫：步葵）

其他（亮光文化）
- 《兔媽媽，我很肚餓！》（2009年；插畫：﹖）

其他（新雅文化出版）
- 《周Sir的鬍子》（2013年；插畫：﹖）

夜青天使系列（明窗出版社有限公司）
- 《重燃生命的亮光》（2018年；更新版）
- 《解開內心的枷鎖》（2019年；更新版）
- 《治癒破碎的雙心》（2019年；更新版）
- 《藏在心底的秘密》（2019年；更新版）
- 《微笑不再是奢望》（2017年；更新版）
- 《闖進心中的守護天使》（2016年；更新版）
- 《生命中沒有如果》（2016年；更新版）
- 《無法觸及的彩虹》(2016年；更新版)
- 《誰值得付託終身》(2017年)
- 《找到幸福的微光》(2017年)
- 《推倒圍牆的勇氣》(2018年)

其他（明窗出版社有限公司）
- 《跟孤獨及自卑說再見》（2015年；插畫：﹖）
- 《每天擁抱你的孩子》（2015年；插畫：﹖）
- 《一剎那的傾慕》（2015年；插畫：﹖）
- 《犬之純愛物語》（2016年；封面設計：靛；美術設計：EF）

合著作品
- 《美麗的世界》（散文；1993年）
- 《假如我是 》（散文；1993）
- 《童年》（散文；1995年）
- 《香港散文欣賞》（1995年）
- 《阿Sir/Miss趣卜Book》（散文；1996年）
- 《少女心情》（1997年）
- 《忘情聖誕夜》（1997年）
- 《香港作家小小說選》（1997年）
- 《開拓人生路—百家聯寫》（1998年）

君比‧閱讀廊－漫畫少女偵探系列（山邊社出版）
- 《漫畫裏隱藏的秘密》（2016年；插畫：步葵）
- 《影像背後的真相》（2016年；插畫：步葵）
- 《穿越時空的插班生》（2016年；插畫：步葵）
- 《回到案發前的一刻》（2017年；插畫：步葵）
- 《神秘的13B小巴》（2017年；插畫：步葵）
- 《決戰蜥蜴人》（2018年；插畫：步葵）
- 《幽靈火車》 （2019年；插畫：步葵）

## 作品獎項

### 叛逆歲月系列
1. 《叛逆歲月22：假如我們永不再見》，2012年香港教育城「十本好讀」
2. 《叛逆歲月17：一秒鐘的情深告白》，2010年香港教育城「十本好讀」
3. 《叛逆歲月14：眼眸裏的希望》，2009年香港教育城「十本好讀」
4. 《叛逆歲月12：握在掌心的溫柔》，2008年香港教育城「十本好讀」
5. 《叛逆歲月7：一刻在天涯》，2006年香港教育城「十本好讀」
6. 《叛逆歲月6：永恆的等候》，2006年香港教育城「十本好讀」
7. 《叛逆歲月5：黑夜同行》，2005年香港教育城「十本好讀」
8. 《叛逆歲月4：愛的承諾》，2005年香港教育城「十本好讀」
9. 《叛逆歲月2：如果傷痛可以消逝》，2003年第一屆香港教育城「十本好讀」

### 叛逆青春系列
1. 《叛逆青春1：失憶少女》，2007年香港教育城「十本好讀」
2. 《叛逆青春3：拼貼回憶》，2008年香港教育城「十本好讀」

「香港教育城」與「香港閱讀城」，這兩個名字都是屬於同一個機構。

## 外部連結
- .   [2020-06-10]. （原始内容存档于2017-06-25） （中文（繁體））.**
- 君比的Facebook專頁